# Pausania di Macedonia
Pausania di Macedonia (in greco antico: Παυσανίας ὁ Μακεδών?; V secolo a.C. – 393 a.C.) figlio e successore di Aeropo II, venne assassinato da Aminta III nell'anno della sua ascesa al trono.